# بقايا صور (رواية)
بقايا صور رواية للكاتب السوري حنا مينه، صدرت عام 1975م.

## عن الرواية
بقايا صور هي الجزء الأول من ثلاثية السيرة الذاتية للروائي السوري حنا مينه. كتبها في منتصف السبعينات من القرن الماضي. البطل والراوي فيها هو حنّا نفسه حين كان طفلًا، والحبكة هنا ليست ما تفتّق به خياله، بل ما خطّه القدر في طفولته وما جرى مع عائلته في حياة من الفقر والعوز، بصبغة إنسانية صارت جزءًا من شخصيته. في روايته، يقدّم حنّا بقايا الصور العالقة في مخيلة الطفل، في أواخر عشرينيات وثلاثينيات القرن العشرين، في قرى اللاذقية مكان ولادته، متنقلًا مع عائلته بينها بحثًا عن مأوى ومصدر رزق، وما شهدته عيناه الفضوليتان من ملامح سجّلها بعد عقود بلسان الروائي وإحساسه.

### اقتباسات من الرواية
لم أحب ذلك الحقل الأقفر، كان الخريف قد جرد شجر التوت من أوراقه، ويبس العشب، واصفرّ كل شيء، حتى الشمس بدت صفراء، والريح الباردة وحدها كانت تنفخ. 
هنا لا موسم ولا حقل، حتى ولا بيت نغلق بابه علينا اتقاء الخوف أو طلبا للسترة منتظرين الفرج مع الصيف متسلّين بحكايا الوالدة مستدفئين بالعواطف المتبادلة للأسرة التي لما ينفرط شملها بعد، حيث غدت الأختان الآن خادمتين لدى أسرتين في المدينة لا نعرف عنهما شيئا وسقطت الأم مريضة وعجزنا عن تدبيربيت يؤوينا وغادرنا الوالد تحت هذه التينة الملعونة على جانب الطريق وتضخم الخوف واقترن بالذل حتى صارعلينا أن نلجأ ما إن تغيب الشمس إلى فراش الوالدة فنندس فيه عن جانبيها ونستسلم إلى مشاعر معذبة تعبر عنها ذراعاها الواهنتان اللتان تحاولان ضمنا إليها.